# M26 Pershing
L'M26 Pershing era un carro armato medio, che fece in tempo a essere utilizzato durante le ultime fasi della seconda guerra mondiale.

## La nascita e lo sviluppo
Nel 1942 l'industria americana produceva due tipi di carro medio: l'M3 Lee/Grant e l'M4 Sherman, dove il secondo stava pian piano prendendo il posto del primo, nell'esercito americano e in molti degli eserciti alleati. L'M4 era armato con un pezzo da 75mm L37 M3, un'interessante arma d'artiglieria con spiccate doti anticarro ma valido anche per il sostegno alla fanteria. Per fornire appoggio alla fanteria si pensò di intraprendere la produzione di un carro pesante denominato M6. La ricerca statunitense aveva in attivo vari progetti. Nel settore specifico del carro per la fanteria c'erano due diversi modelli, il T14 e il T20.
Il T14 era un prototipo di studio prodotto per conto degli inglesi mentre il T20, simile al precedente, era lo studio di un carro per l'US Army. Sul finire del 1942 il T14 venne accantonato. Il T20 era piuttosto compatto, discretamente corazzato e relativamente veloce. Poteva diventare un interessante mezzo per il supporto della fanteria e ambire anche a rimpiazzare l'M4 nelle formazioni corazzate. Il motore del T20 era stato già lungamente testato sul T14 e i risultati erano stati positivi. Si trattava di un motore a benzina della Ford, il GAF V8 da 500 hp. Il primo esemplare di T20 fu approntato per il maggio 1943. Il prototipo disponeva di sospensioni HVSS. Quasi contemporaneamente al T20 venivano prodotti altri due prototipi, il T22 e il T23. I mezzi erano varianti del T20. Durante le prove una di queste varianti, il T23 venne testato con un pezzo ad alta velocità alla volata da 76 mm L52 M1A1. La nuova arma destò commenti molto positivi, tant'è che l'Ordnance Department arrivò a proporne una limitata produzione per fronteggiare l'emergenza dei Panzer VI Tiger I che surclassavano gli Sherman. Così si pensò di produrre 250 T23 e produrre 252 delle sue torrette con pezzo da 76 mm da montare su altrettanti Sherman.

### L'M26
Ma la continua superiorità dei Tiger fece prendere la decisione di modificare i prototipi fino ad arrivare alle versioni T25 e T26, entrambi armati con un cannone da 90 mm L/53 che dopo una modifica a sospensioni e trasmissione furono rinominati T25E1 e T26E1. Nel maggio del 1944 furono costruiti 50 esemplari per i test. Al T26 venne aggiunto un freno di bocca per il cannone e fu rinominato T26E3. In questa forma entrò in produzione nel novembre del 1944 presso il Fisher Tank Arsenal di Grand Blanc, che ne produsse 242 fino al febbraio del 1945. Dal marzo del 1945 il carro fu prodotto dal Detroit Tank Arsenal in 196 esemplari. Dall'esemplare 197 in poi il carro fu ridenominato Carro Medio M26 "Pershing", dal generale statunitense John Pershing comandante dell'American Expeditionary Forces. Del carro furono allora autorizzati 6.000 esemplari, poi ridotti a meno di 2.000. In tutto furono prodotti 1436 esemplari. Nel 1946 tutti i carri vennero definitivamente classificati M26.
In servizio, l'M26 si rivelò afflitto da diversi difetti, il più sorprendente dei quali era rappresentato dallo sbilanciamento in avanti del carro generato dal pesante cannone. Per ovviare all'inconveniente, il carro armato dovette essere stabilizzato attraverso un grosso contrappeso di acciaio, del peso di ben 1,5 tonnellate, sistemato dietro la torretta e che rappresentava quasi il 4% del peso a pieno carico.

## In servizio

### Invasione Alleata della Germania
Fu l'offensiva delle Ardenne (16 dicembre 1944 - 28 gennaio 1945) a rivelare la drammaticità della situazione nella quale erano le forze alleate. La superiorità dei mezzi corazzati tedeschi, in condizioni di mancata supremazia aerea alleata, era schiacciante.
Il generale Barnes dell'Ordnance Research department propose di inviare sul campo 40 T26E3 di preserie. Il suggerimento di Barnes fu accolto entusiasticamente dal generale George Marshall, Capo di Stato Maggiore dell'Esercito.
Questi inserì il T26E3 nella "Missione Zebra", un progetto per la sperimentazione sul campo di nuovi sistemi d'arma. I primi venti T26E3 furono imbarcati il 22 dicembre, giunsero ad Anversa, in Belgio, nel gennaio 1945, dieci carri vennero distribuiti, uno per compagnia, al 32º e 33º Reggimento carri della 3ª Divisione Corazzata, gli altri 10 armarono due compagnie nella 9ª Divisione Corazzata. Il 20 febbraio gli equipaggi completarono gli addestramenti sul nuovo carro, e il 25 febbraio 1945 il Pershing fu impegnato nei primi combattimenti nei pressi del fiume Roer (Operazione Grenade).
Prima della caduta della Germania quasi 200 M26 Pershing erano in servizio presso le unità corazzate americane, e nell'estate del 1945 si decise di inviare il carro anche sul fronte del Pacifico. Si trattava dei primi esemplari di serie dell'M26 che arrivarono in 12 esemplari a Okinawa, il 21 luglio. Ma i piani americani per il Giappone prevedevano ben altro e dopo le atomiche su Hiroshima e Nagasaki la guerra finì.

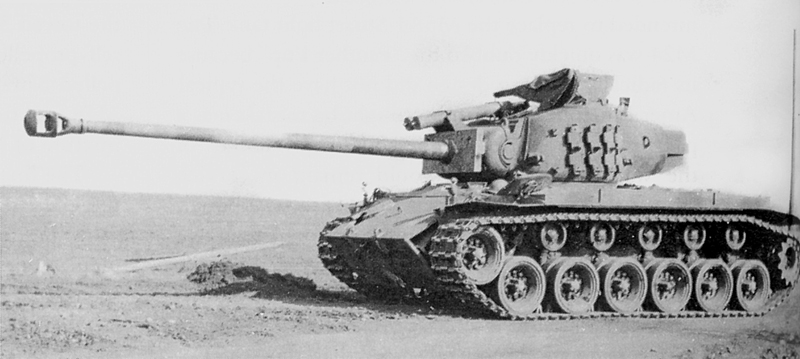
Un M26 Super Pershing con corazzatura addizionale, notare il cannone da 70 calibri e i molloni sopra di esso per reggerne il maggior peso

### Dopoguerra

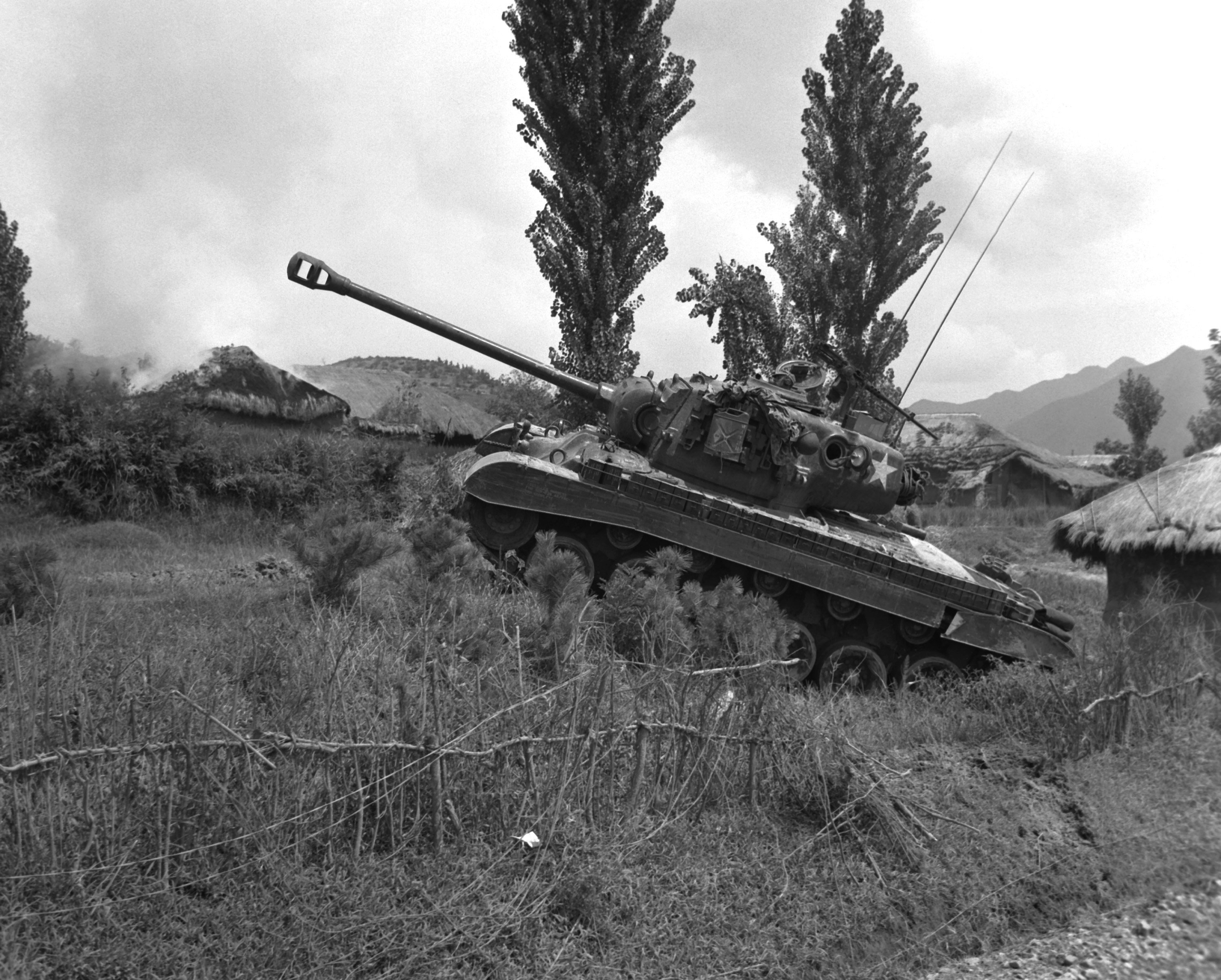
Un M26 Pershing durante la guerra di Corea

I Pershing tornarono al fronte in occasione della Guerra di Corea. Il 25 giugno 1950 i nordcoreani attaccarono la Corea del Sud sprovvista di mezzi corazzati. I primi carri in aiuto vennero dall'alleato statunitense: il 7 luglio furono consegnati 50 carri leggeri M24 Chaffee in previsione di contrastare i T-34 nordcoreani e poi, alcuni giorni dopo, giunse in Corea un plotone di M26.
I carri erano i reduci di Okinawa, malandati e non in perfette condizioni, e nonostante le pesanti manutenzioni non riuscirono mai ad essere rimessi totalmente in efficienza. Anche gli equipaggi disponibili non erano all'altezza essendo abituati solo all'uso dei leggeri M24.
Durante l'avvicinamento gli equipaggi cercarono di effettuare un minimo di familiarizzazione con il mezzo ma si poté procedere a delle istruzioni solo con motore fermo, nel timore che questo fondesse. Le ventole di raffreddamento dei carri erano fuori uso e non vi erano parti di ricambio. I tre M26, nei giorni successivi, furono inviati al fronte per ferrovia. Mentre viaggiavano vennero coinvolti in un attacco nordcoreano. Per sfuggirvi furono messi in moto e immediatamente fusero il motore.
I carri vennero rapidamente distrutti dai nordcoreani e 8 uomini degli equipaggi morirono nell'azione.
Solo in agosto arrivarono altri carri: M4A3, M46 e gli M26 del 70º e 73º Battaglione corazzato. Il 17 agosto 1950 si ebbe un primo scontro tra Pershing e T-34/85, quel giorno un reparto di Marines individuò quattro T-34/85 in avanzata lungo la strada che conduceva a Obon-in, area in cui i nordcoreani si stavano incuneando pericolosamente nelle posizioni americane nei pressi del fiume Yong-san. Mentre i Marines tentavano di fermare l'avanzata dei carri nord coreani con i bazooka, vennero inviati rinforzi, con l'arrivo di tre M26 del 73º Tank Battalion.
Il T-34/85 di testa venne fermato da un colpo di bazooka, mentre la torretta del secondo fu fatta saltare da due colpi di un M26. Dei restanti due, uno venne distrutto dai colpi degli altri due Pershing e l'ultimo fu messo fuori gioco dagli aerei che intanto erano sopraggiunti. Nei successivi confronti con il carro russo l'M26 finì quasi sempre per avere la meglio. Tra i due carri, il Pershing disponeva di un armamento superiore ed era più adatto al terreno e meglio corazzato. Il T-34/85 era in teoria più veloce, ma il terreno in Corea non gli permise mai di sfruttare questo vantaggio.

## Fine del servizio
L'M26 venne ritirato dal servizio presso le forze armate USA nell'estate del 1953.
Per qualche anno lo impiegarono le forze di riserva e la National Guard, ma prima della fine degli anni cinquanta fu completamente ritirato dal servizio. Del carro nell'immediato dopoguerra fu realizzata una variante con obice da 105 mm M4. Classificata come M45, fu prodotta in 185 esemplari, molti dei quali furono schierati nel settembre 1950 in Corea con il 6º Tank Battalion. L'M26, sul finire della seconda guerra mondiale, venne acquistato e valutato in pochi esemplari dagli inglesi. Dopo il 1952 vari esemplari furono distribuiti alle forze armate di Francia, Belgio e Italia, la quale lo riutilizzò anche per alcune torrette enucleate, oppure installando l'intero scafo in apposite vasche in cemento, per le fortificazioni di Fanteria d'Arresto e Alpini d'Arresto.

M26 Pershing in addestramento in Italia negli anni cinquanta

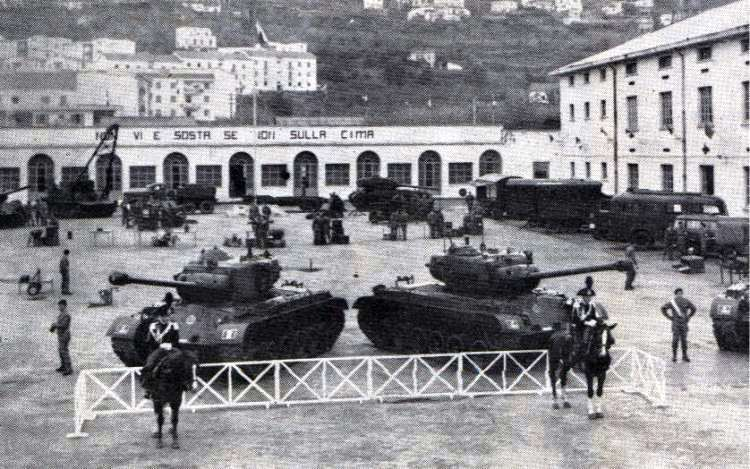
Carri M26 del battaglione corazzato "Avellino"

## Il carro armato M26 Pershing nell'Esercito Italiano
Il carro armato M26 Pershing ha equipaggiato i reparti corazzati e meccanizzati dell'Esercito Italiano, che li ricevette dagli Stati Uniti nelle versioni M26 ed M26A1 all'inizio degli anni cinquanta, in attesa della consegna di carri più recenti e per sostituire, almeno nei reparti più avanzati, i carri M4 Sherman.
I carri armati M26 Pershing rimasero in servizio fino alla fine degli anni sessanta, sostituiti progressivamente dai carri M47 Patton, M60 Patton e Leopard 1.
Le Forze armate italiane impiegarono gli M26, privati del motore principale, come armi anticarro da opera sulla frontiera orientale fino al disarmo delle opere conseguente la fine della guerra fredda.

### Curiosità
Un carro M26 è oggi visibile a Brescello (RE), nella piazza adiacente al "Museo di Don Camillo e Peppone".

## Varianti
- M26: versione di serie del prototipo T26E3, cannone da 90 mm M3 L/53 con freno di bocca a due luci.
- M26A1: cannone 90 mm M3A1, con evacuatore di fumo e freno di bocca ad una luce.
- M26E1: M26 con cannone da 90 mm M3 L/70 (rispetto ai 53 calibri standard, rispettivamente 6,5 m e 4,6 m) e corazzatura addizionale. Ne furono costruiti solo 2 prima della fine della seconda guerra mondiale, detto anche Super Pershing.
- T26E4: i prototipi sperimentali che diedero vita all'M26E1. Ne furono costruiti 25, detto anche Super Pershing.
- T26E5: versione pesante d'assalto con più corazzatura. Ne furono costruiti 27, ma il carro non fu considerato soddisfacente a causa della scarsa mobilità.
- M45: versione con obice da 105 mm.
- M28A1: versione sperimentale con cannone ad alta velocità da 90 mm. Fu sviluppato nel 1947 ma non ebbe seguito.
- 8in Howitzer Motor Carriage T84: studio per un M26 armato con un obice da 203 mm. La guerra finì mentre erano in corso le prove con i prototipi e il progetto venne abbandonato.